# Bailey Peacock-Farrell
Bailey Peacock-Farrell (ur. 29 października 1996 w Darlington) – północnoirlandzki piłkarz angielskiego pochodzenia występujący na pozycji bramkarza w angielskim klubie Sheffield Wednesday oraz w reprezentacji Irlandii Północnej. Wychowanek Middlesbrough, w trakcie swojej kariery grał także w takich zespołach, jak Leeds United, York City oraz Burnley.